# Agência Zenit
ZENIT é uma agência de notícias sem fins lucrativos que reporta sobre a Igreja Católica e assuntos importantes acerca dela e da perspectiva de sua doutrina. Seu lema é O mundo visto de Roma.

## Missão
O site da ZENIT descreve a perspectiva da agência como aquela que está "convencida da extraordinária riqueza da mensagem da Igreja Católica, particularmente sua doutrina social ... [e que] vê esta mensagem como uma luz para a compreensão do mundo de hoje". A bússola da ZENIT é a doutrina social da Igreja, resumida no Compêndio. publicado pelo Pontifício Conselho para a Justiça e a Paz" da Santa Sé.
O nome "ZENIT" foi inspirado na palavra zênite, que, em muitas línguas significa o ponto mais alto que o Sol pode alcançar no céu, que é associado pelos pirmeiros cristãos a Jesus Cristo.

## Presença
A ZENIT começou a ser publicada em 1997 e atualmente publica em sete idiomas (árabe, espanhol, francês, inglês, italiano e português). Por sua própria conta, a ZENIT tem 520.000 assinantes por email e seus artigos foram reimpressos em mais de 100.000 fontes de mídia.
Vários autores da Igreja Católica, notadamente Christopher West, cita as reportagens da ZENIT em seus trabalhos.

## Publicador
De acordo com o site da ZENIT, a Innovative Media Inc. produz e edita as publicações da agência, e a ZENIT trabalha diretamente ou em colaboração com as seguintes organizações sem fins lucrativos a nível internacional: Fundación ZENIT España na Espanha, Associação ZENIT na França, ZENIT eV na Alemanha e Associação ZENIT no Brasil. A Innovative Media Inc. é uma corporação que não tem fins lucrativos, e está sediada em Nova York, Estados Unidos, e está registrada em Atlanta, no estado da Geórgia. Seu presidente é Antonio Maza.
A ZENIT afirma que a Ajuda à Igreja que Sofre, a Conferência Episcopal Italiana e a Legião de Cristo a financiaram em grande parte durante seus primeiros três anos. A partir de 2007, a ZENIT afirmou que as doações de seus leitores representam 75% de seu financiamento e as doações de instituições são 13%. Um relatório da revista progressista Commonweal alega que a Innovative Media Inc. é uma "frente" para a Legião de Cristo.